# Amphiprion bicinctus
Il pesce pagliaccio bifasciato o dalle due bande o semplicemente pesce pagliaccio del Mar Rosso (Amphiprion bicinctus Rüppell, 1830) è un pesce d'acqua salata appartenente alla famiglia Pomacentridae, diffuso nei reef corallini del Mar Rosso e dell'Oceano Indiano. Come tutti i pesci pagliaccio è noto per la sua simbiosi mutualistica con alcune specie di anemoni di mare.

## Descrizione

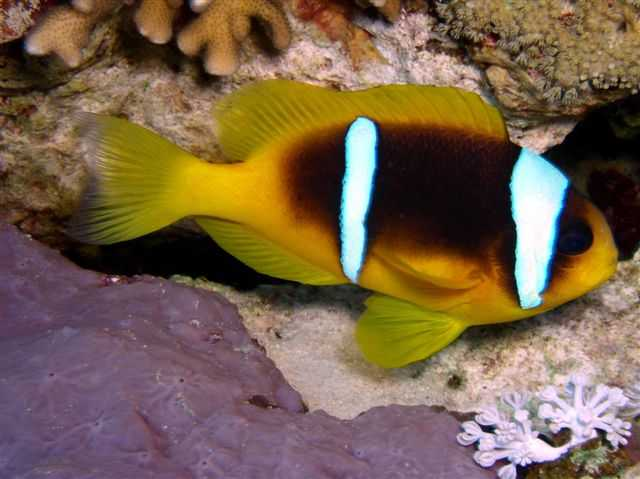

Il corpo è alto, la testa piccola, profili dorsale e ventrale molto convessi. Le pinne pettorali sono molto ampie, trapezoidali ma arrotondate. La prima metà della pinna dorsale è retta da raggi spessi, la seconda parte è più morbida. La pinna anale è corta e allungata, le ventrali romboidali e appuntite. La pinna caudale è a delta, con angoli arrotondati. La livrea degli esemplari adulti prevede un fondo giallo-arancio vivo, con una chiazza bruno-rossastra dai bordi sfumati che parte dalla testa e arriva a 3/4 del corpo. Dal dorso partono due fasce verticali irregolari bianco-azzurre orlate di nero, la prima delle quali forma sulla fronte, se visto frontalmente, una caratteristica V rovesciata. 

Raggiunge una lunghezza massima di 14 cm.

## Biologia

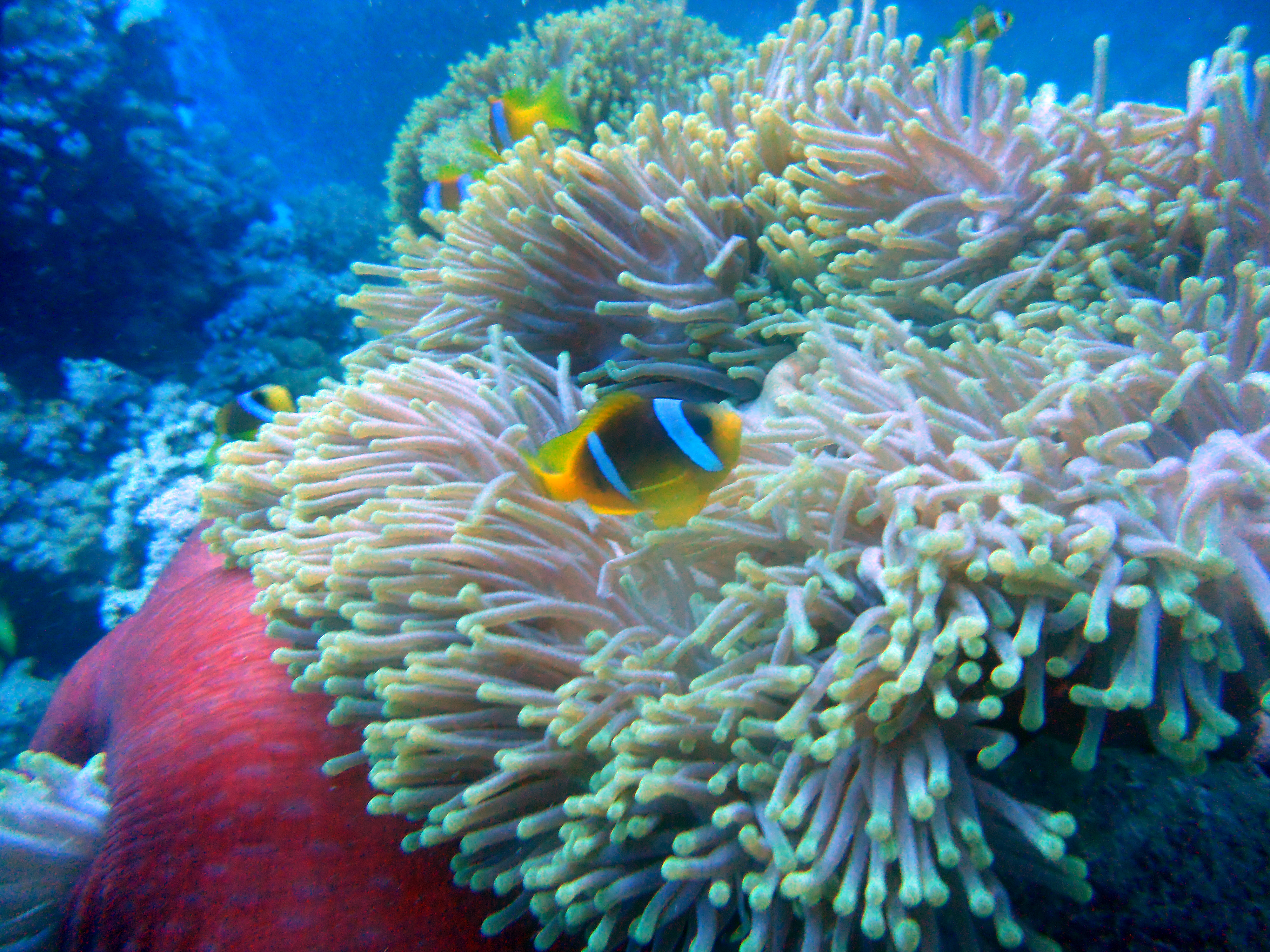
Amphiprion bicinctus su Heteractis magnifica

### Etologia
Vive solamente associato alle seguenti specie di anemoni: Entacmaea quadricolor, Heteractis aurora, Heteractis crispa, Heteractis magnifica e Stichodactyla gigantea.

### Riproduzione
Forma coppie monogame. Possiede la capacità di cambiare completamente sesso se nel territorio abitato viene a mancare uno dei due sessi. Il cambio avviene in 1-10 mesi. Studi scientifici hanno verificato questa tesi in cattività: togliendo la femmina a una coppia di maschi, uno di essi ha cambiato sesso in 26 giorni riuscendo anche a deporre le uova. 

Le uova sono piccole ed ellittiche.

### Alimentazione
Si nutre di alghe e piccoli invertebrati.

## Distribuzione e habitat
Questa specie è diffusa nel Mar Rosso e nell'Oceano Indiano. Abita lagune atollifere e reef corallini.

## Acquariofilia
È una specie interessante ben adattata alla vita in cattività (sempre con gli anemoni associati) e diffuso commercialmente.